# Provlačenje
Provlačenje je jedan od novijih postupaka u strojnoj obradi odvajanjem čestica. Uspjeh ovog postupka obrade metala je u visokoj kvaliteti obrade i dobroj produktivnosti. Kod obrade dubokih rupa, te ravnih i spiralnih utora, u njima ovaj postupak je nezamjenjiv. To je završna obrada. Glavno gibanje obavlja alat, dok posmičnog gibanja nema. Ako se provlači zavojnica, onda je glavno gibanje kombinirano: translacija i rotacija, dok posmaka i dalje nema.
Alati za provlačenje (izvlačila ili provlačila) se razlikuju za vanjsko i za unutarnje provlačenje. Alati za unutarnje provlačenje mogu biti dugačke igle ili provlakači (vučeni alati) i kratke igle ili probijači (potiskivani alati). Alat za vanjska izvlačenja su motke koje također mogu biti vučene ili potiskivane. Provlačilice su alatni strojevi za obradu odvajanjem čestica koji rade bez posmičnih gibanja i obavljaju završnu finu obradu rupa. Alati za provlačenja se mogu podijeliti na mnogo načina. Mogu se podijeliti i prema obliku na cilindrične, kvadratne, trokutaste, žljebaste, pravokutne itd.

## Provlačilice i izvlačilice
Provlačilice su alatni strojevi za strojnu obradu odvajanjem čestica, koji rade bez posmičnih gibanja i obavljaju završnu finu obradu rupa. Izvlačilice obrađuju vansku površinu obratka. Provlačilice i izvlačilice mogu biti: vertikalne (kraće) i horizontalne (duže).
Prigoni na provlačilicama (ili izvlačilicama) moge biti:
- mehanički pogon (rjeđe),
- mehanizam sa zupčastom letvom,
- navojno vreteno i matica,
- hidraulički pogon (najčešći),
- dvoradni hidraulički cilindar.